# Dear Desolation
Dear Desolation ist das vierte Studioalbum der australischen Deathcore-/Technical-Death-Metal-Band Thy Art Is Murder, das am 18. August 2017 weltweit über Nuclear Blast erschien. Es ist das erste Album nach dem Wiedereinstieg ihres Sängers Chris „CJ“ McMahon.

## Hintergrund
McMahon gab nach der Herausgabe des Vorgänger-Albums Holy War im Jahr 2015 bekannt, die Gruppe aufgrund persönlicher Probleme zu verlassen. Zuvor wurde noch im Jahr 2016 eine Split-EP mit Fit for an Autopsy und The Acacia Strain exklusiv auf Vinyl veröffentlicht. Die Band absolvierte mehrere Konzertreisen im Jahr 2016 mit dem ehemaligen Molotov-Solution-Sänger Nick Arthur. Im Januar 2017 stieg McMahon wieder als Sänger ein, nachdem er wegen seiner Drogensucht behandelt wurde und heiratete.

## Produktion
Die Produktion des Albums übernahm der Fit-for-an-Autopsy-Gitarrist Will Putney, der auch das Mixing und Mastering übernahm. Aufgenommen wurde das Album im Graphic Nature Audio in Belleville, New York. Die Gitarrenspuren wurden im November und Dezember des Jahres 2016 eingespielt, kurz nachdem CJ McMahon's Rückkehr zu Thy Art Is Murder nur noch Formsache gewesen sei.
Das Cover-Artwork, dass ein Lamm, das an den Zitzen eines Wolfes Milch saugt, zeigt, wurde von Eliran Kantor, der bereits Albumcover für Hatebreed, Iced Earth, Sodom und Testament entworfen hat, gestaltet.

## Titelliste
| #   | Titel                   | Komponist | Länge | Anmerkungen  |
| --- | ----------------------- | --------- | ----- | ------------ |
| 1.  | Slaves Beyond Death     |           | 3:44  | • Musikvideo |
| 2.  | The Son of Misery       |           | 4:18  | • Musikvideo |
| 3.  | Puppet Master           |           | 3:15  | • Musikvideo |
| 4.  | Dear Desolation         |           | 3:21  |              |
| 5.  | Death Dealer            |           | 4:08  |              |
| 6.  | Man Is the Enemy        |           | 3:28  |              |
| 7.  | The Skin of the Serpent |           | 3:58  |              |
| 8.  | Fire in the Sky         |           | 4:10  |              |
| 9.  | Into Chaos We Climb     |           | 4:05  |              |
| 10. | The Final Curtain       |           | 3:50  |              |

## Promotion

### Musikvideos
Mit dem Wiedereinstieg des Sängers Chris „CJ“ McMahon wurde mit No Absolution ein Lied, das ursprünglich eine B-Seite des Vorgänger-Albums Holy War aus dem Jahr 2015 darstellt, als Standalone-Single mitsamt Musikvideo veröffentlicht. Mitte Juni 2016 wurde ein Musikvideo zu Slaves Beyond Death herausgegeben, dass als erster Vorgeschmack auf das neue Album zu werten war. Zu Puppet Master erschien am 18. August 2017 ein weiteres Musikvideo. Zuvor veröffentlichte die Gruppe mit The Son of Misery ein Video.

### Konzertreisen
Im Juli und August 2017 spielte die Gruppe, kurz vor Veröffentlichung des Albums Dear Desolation, eine Australien-Tournee, die von Cursed Earth, Deadlights und Alpha Wolf begleitet wurde. Mitte Mai 2017 kündigte die Gruppe die Dear Desolation Europe Tour an, die zwischen September und Oktober durch mehrere Staaten Europas, darunter Deutschland, Österreich, die Schweiz, Skandinavien und das Vereinigte Königreich führt. Als Vorgruppen treten Oceano, After the Burial und Justice for the Damned auf. Zuvor absolvierte die Band zwischen dem 21. August und dem 23. September die Double Homicide Tour mit der polnischen Metal-Band Decapitated als Co-Headliner. Diese Tournee führte durch die Vereinigten Staaten und Kanada. Als Vorbands traten Ghost Bath und Fallujah auf. Trotz der Verhaftung der Band Decapitated, deren Mitglieder zunächst wegen Entführung ersten Grades und später wegen Vergewaltigung angezeigt wurden, beendeten Thy Art Is Murder die komplette Konzertreise.
Zwischen dem 14. und 18. Februar 2018 tourt die Band abermals durch Australien, wobei die Band von Emmure, Fit for an Autopsy und erneut Justice for the Damned begleitet wird.

## Chartplatzierungen
Dear Desolation konnte sich, laut der Kolumne Metal by Numbers der US-amerikanischen Musikplattform Metalinsider.net, knapp 6.500 mal innerhalb der ersten Verkaufswoche in den Vereinigten Staaten absetzen, was Platz 95 in den Albumcharts der USA bedeutete. Obwohl sich das 2015 veröffentlichte Holy War höher in den US-Charts platzieren konnte, stellt Dear Desolation den besten Verkaufsstart der Band auf. In den australischen Albumcharts konnte sich das Album zwei Plätze höher platzieren als der Vorgänger. Damit konnte die Gruppe den inoffiziellen Titel als erste Extreme-Metal-Band überhaupt eine Top-Ten-Platzierung in den nationalen Albumcharts festigen.
In Deutschland konnten Thy Art Is Murder erneut eine Notierung in den Albumcharts erreichen und erfuhren eine deutliche Steigerung. Das Album stieg auf Platz 29 ein, hielt sich allerdings lediglich eine Woche lang dort auf, ehe das Werk die Charts wieder verließ. Erstmals erreichten Thy Art Is Murder Chartnotierung in Österreich und in der Schweiz, wo sich das Album auf 28 bzw. 42 platzierte und ebenfalls nach einer Woche wieder aus den Charts ausstieg.
Weitere Chartnotierungen erhielt Dear Desolation Schottland a (Platz 90) und in Belgien, wo es sowohl in Flandern (97) und Wallonien (106) einsteigen konnte.

### Auszeichnungen
- Rock Sounds Alben des Jahres 2017
  - Platz 47[16]

## Pressestimmen
Dear Desolation wurde überwiegend positiv wahrgenommen. Markus Eck schrieb für den Sonic Seducer schrieb, dass kaum eine andere Deathcore-Band es schaffe die Attribute dieser Musikrichtung so gekonnt und homogen zu übermitteln wie Thy Art Is Murder. Die Musiker führen auf diesem Album „ihre blutige Linie auf effizientester und krassester Weise“ fort. Jan Wischkowski von Metal.de ist der Meinung, dass die Langzeitwirkung des Albums wesentlich länger sei als auf Holy War. Es seien wieder vermehrt mehrere Highlights zu finden. Auch die für die Band inzwischen typische Verbindung aus Technical Death Metal mit massiven Breakdowns, das typisch düstere Setting und die brutalen Vocals von Sänger Chris McMahon, sowie die finster wirkenden Gitarrensoli fänden sich auf dem Album erneut wieder. So nennt der Kritiker das Stück The Son of Misery, welches Wischkowskis Meinung nach, auch auf dem Zweitling Hate hätte wiederfinden können. Manuel Berger stellt Vergleiche zur polnischen Death-Metal-Band Behemoth her, bemängelt allerdings, dass Thy Art Is Murder im Vergleich zu den Polen ein deutlich eingeschränktes kompositorisches Vokabular verfügen. Auch wird das fehlende Abwechslungsreichtum auf Dear Desolation kritisiert, dass vor allem zum Vorschein kommt, wenn man Death Dealers und Fire in the Sky direkt nacheinander abspielen würde. Allerdings, so Rezensent von Laut.de störe dies kaum einen Hörer, denn die Gruppe arbeite auf dem was sie tot auf Königsklasse-Niveau, sodass es kaum eine Band gebe, die fokussierter und kompromissloser zu Werke gehen, wodurch sich die Musiker vom Rest der Szene abheben können.
Timon Krause vom deutschen Onlinemetalmagazin Powermetal.de sieht den Deathcore aufgrund der „zahllosen immer gleich klingenden Interpreten und endlosen ermüdenten Livegemetzel am Ende.“ Allerdings sind es Thy Art Is Murder, die stoisch die Fahne des sterbenden Genres noch hoch in den Himmel reichen. Die zehn Lieder auf Dear Desolation bieten zwar wenig Abwechslung, aber schaffen es dennoch allen US-amerikanischen Mitstreitern zu zeigen, wo der Hammer hängt. Allerdings erinnern die ersten Blast-Takte in Slaves Beyond Death an Meshuggah und das Lied Death Dealer wirkt doomig. Der Kritiker schreibt in seinem Fazit, dass man aufhören sollte Deathcore in einem Atemzug mit Thy Art Is Murder zu verwenden, da nicht zuletzt die Musiker selbst, den Begriff inzwischen verneinen. Verglichen wird Dear Desolation mit Behemoth, Cannibal Corpse und The Black Dahlia Murder, wobei manch eine der genannten Bands noch abwechslungsreicher als Thy Art Is Murder seien. Philip Zimmermann vom FUZE Magazine beschrieb Dear Desolation als „eine abgestimmte Mischung“ aus ihren letzten beiden Werken Hate und Holy War und bezeichnete das Werk als einen „feuchten Traum eines jeden Deathcore-Connaisseurs.“ Die Lieder auf Dear Desolation bauen allesamt aufeinander auf, sodass das Gesamtkonzept des Albums perfekt eingestimmt wirke. Im abschließenden Satz seiner Kritik bezeichnete er das Werk als Jennifer Lawrence unter den Deathcore-Alben. Pascal Staub von Stormbringer.at war der Meinung, dass die Musiker ihren markanten Sound weiterentwickeln und verbessern konnte, was er an den deutlich höheren Tempovariationen und den Einbau weiterer atmosphärisch melodischen Momente, sowie noch „fetterer Breakdown- und Abgehparts“ ausmachte.